# 野田市立福田第一小学校
野田市立福田第一小学校（のだしりつふくだだいいちしょうがっこう）は、千葉県野田市の福田地区にある公立小学校。

## 概要

### 沿革
- 1872年 - 木野崎尋常小学校設立（遍照院）。
- 1874年 - 三ケ尾小学校設立（普門寺）。
- 1894年 - 三瀬尋常小学校設立（小泉玄弘氏宅）。
- 1900年12月12日 - 福田第一尋常小学校設立（木野崎・三瀬両校合併）。・第一仮教場　遍照院（木野崎）・第二仮教場　円福寺（三ツ堀）。
- 1902年 - 現在地に新築校舎落成（校地2308坪、校舎189坪、7教室）するも9月28日大暴風雨により校舎倒壊。
- 1904年1月10日 - 再建校舎落成日1952年まで使用。
- 1918年 - 高等科併置、「福田尋常高等小学校」と改称。
- 1941年 - 国民学校令の実施により、「福田第一国民学校」と改称。
- 1947年 - ６・３制実施と共に「福田村立福田第一小学校」と改称同時に「福田中学校」開設併置される。
- 1952年2月 - 1950年の第一工事落成に続き福田中学校校舎完成。完全な小学校となる。
- 1953年 - 旧校舎改築落成（木造平屋建て5教室）。
- 1957年4月1日 - 野田市編入。「野田市立福田第一小学校」と改称。
- 1962年3月20日 - 校旗制定。
  - 10月5日 - 校歌制定。
- 1963年 - 体育館兼講堂落成。
- 1966年 - 給食室落成。
- 1976年5月1日 - 鉄筋３階建校舎落成（18教室、特別教室6、管理室、給食室）児童457名。
  - 7月26日 - 第一校舎取り壊しプール完成。
- 1986年5月1日 - 野田市立二ツ塚小学校が開設し、児童数が730名となる。
- 1987年 - 旧体育館を取り壊して、体育館を新設（1111㎥）東門を新設、南門は通用門とする。
- 1994年 - 校庭拡張（1121.4㎥）。
- 2000年12月2日 - 創立100周年記念式典挙行。
- 2004年 - 校舎耐震補強工事
- 2010年 - 校舎東側トイレ改修工事
- 2011年 - 校舎西側児童用トイレ改修

２代目「大けやき」植樹。
- 2012年 - コンピュータ室空調機設置。給食室給湯設備改修。
- 2014年 - 図書管理システム「りいぶる」利用開始。
- 2015年 - プール全面塗装。（保護者協力）
- 2017年 - 普通教室・特別教室にエアコン設置完了。

## 学校教育目標
目標を持ち進んで工夫・努力を続ける児童の育成

## 主な行事
- 4月 - 始業式・入学式・犯罪被害防止教室（1年）・家庭訪問・枝豆種まき（3年）・田植え（5年）・1年生と仲良くなろうの会
- 5月 - 落花生播種（2年）・運動会
- 6月 - とうもろこし播種（4年）・さつまいも定植（1年）・市内めぐり（3年）・里山自然観察会（1～4年）・林間学校（5年）
- 7月 - 稲の観察・田んぼの生き物調査（5年）・社会科見学（4年）・夏期休業
- 9月 - 稲刈り（5年）・修学旅行（6年）
- 10月 - けやきっ子音楽会・前期終業式・後期始業式・防犯教室（1～3年）・校外学習（3・4年）年
- 11月 - バレエ体験プログラム・福田4校文化的行事・福田保育所交流会・スーパーマーケット見学（3年）・陶芸教室（6年）・PTAバザー
- 12月 - みそづくり（3年）・持久走記録会・自動車工場見学（5年）・国会見学（6年）冬季休業
- 1月 - 校内席書会・避難訓練・理科大訪問・福田二小交流会（1年）・お琴体験（5・6年）
- 2月 - 市民会館・郷土博物館見学（3年）・6年生ありがとうの会・個人面談
- 3月 - 卒業式・修了式

## 生徒数・学級数・校長
- 生徒数 -
- 学級数 - 6学級
  - 1年 1クラス
  - 2年 1クラス
  - 3年 1クラス
  - 4年 1クラス
  - 5年 1クラス
  - 6年 1クラス
- 校長 - 石山由美子（2019年度より）

## アクセス
- まめバス⑫新南ルート「福田一小前」下車。「野田市駅」から約20分。